# Rudolf Wirsing
Rudolf Bernard Wirsing (německy Rudolph Bernhard Wirsing, 20. října 1808 Drážďany – 9. října 1878 Praha) byl německý herec, zpěvák, divadelní režisér a ředitel.

## Život

### Mládí
Otec Rudolfa Wirsinga byl archivářem u drážďanského dvora a svého syna poslal do proslulé školy Kloster Donndorf. Poté začal Rudolf studovat práva na univerzitě v Lipsku, kterou však brzy přerušil. Jelikož mu otec odmítl vytoužený vstup do armády, obrátil svou pozornost k divadlu: posléze vystudoval zpěv u Christiana Augusta Pohlenze (1790–1843).

### Divadelní kariéra
V letech 1832 až 1837 vystupoval jako barytonista v divadle Kärntnertor ve Vídni, následovala angažmá v Breslau, Lübecku a Cáchách. V roce 1839 se usadil jako učitel zpěvu v Magdeburgu a v roce 1840 zde založil pěveckou akademii. V roce 1842 se stal hudebním ředitelem místního městského divadla a v roce 1845 také jeho ředitelem. V této době zde měla premiéru opera Alberta Lortzinga Undine. Kromě uspořádání dalších okázalých operních představení se mu podařilo posílit divadelní orchestr a pěvěcký sbor.
K 1. lednu 1849 přijal pozici ředitele v Stadttheater Leipzig (pozdější Altes Theater), kde zůstal ředitelem až do roku 1864. Divadlo pod jeho vedením zažilo úspěšné časy. Byl jedním z prvních uměleckých ředitelů v Německu, kteří uvedli rané opery Richarda Wagnera Tannhäuser a Lohengrin. V roce 1849 uvedl premiéru poslední celovečerní Lortzingovy opery Rolands Knappen a v roce 1850 Jenovéfu od Roberta Schumanna. V divadle představil také díla Karla Gutzkowa a Charlotte Birch-Pfeiffer. V roce 1853 zřídil v Gerhardově zahradě v Lipsku letní divadlo Tivoli, které existovalo až do roku 1859. V roce 1860 vyšla jeho teoretická kniha Das deutsche Theatre..., ve které analyzoval stav divadla v Německu, předložil návrhy na důkladnou reformu německého divadla, v závěru pak podal návrhy na vhodné jevištní řízení.
V roce 1864 přešel Wirsing do Královského německého státního divadla v Praze, které od roku 1862 využívalo pouze budovu Stavovského divadla. V roce 1876, ač nerozuměl češtině, přešel na rok jako umělecký šéf do českého Národního divadla, které tehdy ještě hrálo v provizorním Prozatímním divadle. 

### Úmrtí
Vedení Městského divadla ve slezské Vratislavi, potvrzené na rok 1878, již však nemohl převzít, neboť téhož roku po dlouhé nemoci zemřel ve své pražské vile, krátce před svými sedmdesátými narozeninami.

## Dílo
- Das deutsche Theater oder Darstellung der gegenwärtigen Theaterzustände nebst Andeutungen zu einer zweckmäßigen Reform und Bühnenleitung (Německé divadlo aneb prezentace současných divadelních poměrů spolu s návrhy vhodné reformy a divadelního managementu, Geibel, Lipsko 1860)